# Вежховиська-Другі (Янівський повіт)
Вежховиська-Другі (пол. Wierzchowiska Drugie) — село в Польщі, у гміні Модлібожиці Янівського повіту Люблінського воєводства.
Населення — 589 осіб (2011).
У 1975-1998 роках село належало до Тарнобжезького воєводства.

## Демографія
Демографічна структура станом на 31 березня 2011 року:
|          | Загалом | Допрацездатний вік | Працездатний вік | Постпрацездатний вік |
| -------- | ------- | ------------------ | ---------------- | -------------------- |
| Чоловіки | 279     | 58                 | 185              | 36                   |
| Жінки    | 310     | 75                 | 146              | 89                   |
| Разом    | 589     | 133                | 331              | 125                  |